# Christiane Weber
Christiane Weber (Mülheim an der Ruhr, 17 maart 1962) is een schermer uit Duitsland.
Bij de Wereldkampioenschappen schermen 1983 behaalde Weber een zilveren medaille.
Weber nam tweemaal deel aan de Olympische Zomerspelen.
Op de Olympische Zomerspelen van Los Angeles in 1984 nam ze deel op het individuele onderdeel degen, waarbij ze 19e eindigde. Ook nam ze deel met het West-Duitse degenteam dat de gouden medaille pakte. Vier jaar later, op de Olympische Zomerspelen van Seoul in 1988 zat Weber ook in het West-Duitse degenteam, dat wederom de gouden medaille behaalde.

## Privé
Weber woonde in het Ruhrgebied, en volgde daar het gymnasium, en studeerde daarna medicijnen aan de Universiteit van Frankfurt.
Weber huwde met moderne vijfkamper Achim Bellmann en ze kregen samen twee kinderen, waarvan een ook een succesvol schermer werd.
1960: Gorochova, Petrenko, Proedskova, Rastvorova, Sjisjova, Zabelina ·
1964: Juhász-Nagy, Marosi, Mendelényi-Ágoston, Sákovics-Dömölky, Ildikó Ujlaki-Rejtő ·
1968: Gorochova, Petrenko-Samoesenko, Novikova, Tsjirkova, Zabelina ·
1972: Belova-Novikova, Gorochova, Petrenko-Samoesenko, Tsjirkova, Zabelina ·
1976: Belova-Novikova, Giljazova, Knjazeva, Sidorova, Nikonova ·
1980: Begard, Brouquier, Gaudin, Muzio, Trinquet ·
1984: Bischoff, Funkenhauser, Hanisch, Weber, Wessel ·
1988: Bau, Fichtel, Funkenhauser, Klug, Weber ·
1992: Bianchedi, Bortolozzi, Trillini, Vaccaroni, Zalaffi ·
1996: Bortolozzi, Trillini, Vezzali ·
2000: Bianchedi, Giacometti, Trillini, Vezzali ·
2008: Boiko, Lamonova, Nikichina, Sjanajeva ·
2012: Errigo, Di Francisca, Salvatori, Vezzali ·
2020: Deriglazova, Zagidoellina, Korobejnikova, Martjanova ·
2024: Dubrovich, Kiefer, Scruggs, Weintraub